# Поздовжній двигун

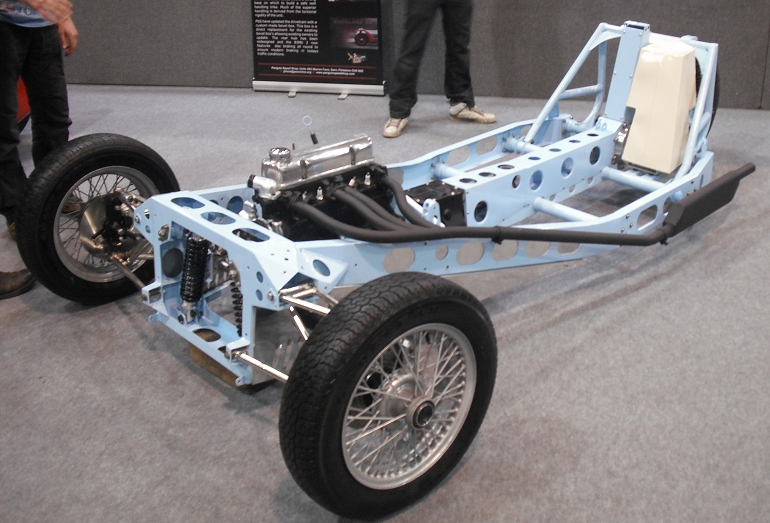
Поздовжній двигун в триколісному шасі

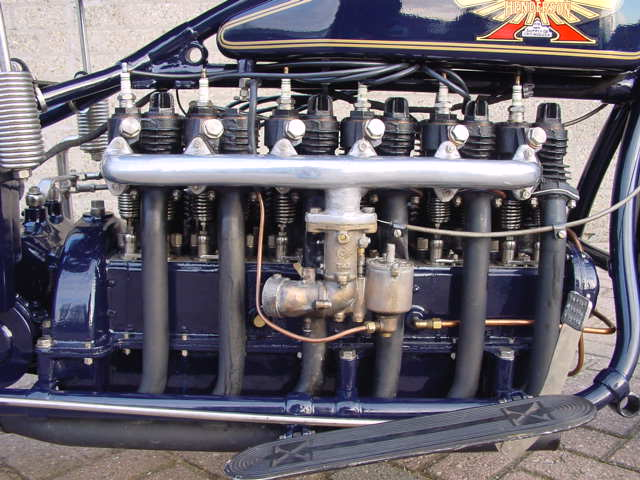
Поздовжній рядний шестициліндровий двигун в Henderson De Luxe Supersix 1926 року

Поздовжній двигун, в автомобілебудуванні — це двигун внутрішнього згоряння, в якому колінчастий вал орієнтований уздовж довгої осі транспортного засобу спереду назад.  

## Використання
Цей тип двигуна зазвичай використовується для задньопривідних автомобілів, за винятком деяких Audi, SAAB, Oldsmobile Toronado та Cadillac Eldorado 1967 року, оснащених поздовжніми двигунами з переднім приводом. У передньопривідних автомобілях зазвичай використовується поперечний двигун. У вантажних автомобілів найчастіше встановлені поздовжні двигуни з приводом на задні колеса.
Для мотоциклів використання того чи іншого типу залежить від приводу: при ланцюговій або пасовій передачі зазвичай використовується поперечний двигун, а при передачах валів — поздовжній. Поздовжні двигуни в мотоциклах дійсно мають один недолік: «точка перелому» колінчастого вала нахиляється вздовж усього мотоцикла в більшій чи меншій мірі при розгоні. Це частково вирішується тим, що інші компоненти, такі як генератор і коробка передач, обертаються в протилежному напрямку до колінчастого вала.
Більшість великих автомобілів преміум-класу використовують таку орієнтацію двигуна, як з переднім, так і із заднім приводом, тому що потужні двигуни, такі як рядний 6-циліндровий і 90-градусний V8 з великим діаметром отвору, зазвичай занадто довгі, щоб поміститися в поперечний моторний відсік FF, тоді як більшість Основні сучасні транспортні засоби використовують передній привід разом із поперечним розташуванням двигуна.
Автомобілі з поздовжніми двигунами зазвичай мають менший мінімальний радіус повороту, ніж автомобілі з поперечними двигунами. Це пов’язано з тим, що з боків двигуна більше простору, що дозволяє зробити колісні арки глибшими, щоб передні колеса могли повертатися на більший кут.
Наприкінці 1960-х років підрозділи GM Oldsmobile і Cadillac мали передньопривідні моделі Toronado і Eldorado відповідно з поздовжнім двигуном V8 і інтегрованою автоматичною коробкою передач і диференціалом, що приводили в дію передні колеса. Honda і Toyota також пропонували передньопривідні автомобілі з поздовжніми двигунами, а саме Honda Vigor, Acura/Honda Legend/RL і Toyota Tercel.

## Поширені типи
Ось список типових прикладів типів двигунів, які можуть бути встановлені на автомобілях:
- Рядний або прямолінійний двигун – де два, три, чотири, п’ять, шість і навіть вісім циліндрів розташовані в одній площині.
- V-подібний двигун – два, чотири, шість, вісім, десять, дванадцять або навіть шістнадцять циліндрів розташовані в двох окремих площинах, що виглядає як «V», якщо дивитися з кінця колінчастого вала.
- Плоский або опозитний двигун – два, чотири, шість або більше циліндрів розташовані в двох діаметрально горизонтальних площинах.
- Двигун W – де два (вузькі кути) двигуни типу «Vee» з’єднані разом (в межах 180°), де вісім, дванадцять або шістнадцять циліндрів розташовані в чотирьох окремих площинах.